# Arquitectura (informàtica)
L'arquitectura d'ordinadors és el disseny conceptual i l'estructura operacional fonamental d'un sistema de computador. És a dir, és un model i una descripció funcional dels requeriments i les implementacions de disseny per diverses parts d'una computadora, amb especial interès a la forma en la qual la unitat central de procés (CPU) treballa internament i accedeix a les adreces de memòria.
També sol definir-se com la forma de seleccionar i interconnectar components del maquinari per crear computadores segons els requeriments de funcionalitat, rendiment i cost.
La segmentació d'instruccions és similar a l'ús d'una cadena de muntatge a una fàbrica de manufacturació. A les cadenes de muntatge, el producte passa a través de diverses etapes de producció abans de tenir el producte acabat. Cada etapa de la cadena està especialitzada en una àrea específica de la línia de producció i porta a terme sempre la mateixa activitat. Aquesta tecnologia és aplicada al disseny de processadors eficients. A aquests processadors se'ls coneix com a pipeline processors.
Un pipeline processor està compost per una llista de segments lineals i seqüencials on cada segment porta a terme una feina o un grup de tasques computacionals.
Les dades que provenen de l'exterior s'introdueixen al sistema per ser processades. La computadora realitza operacions amb les dades que té emmagatzemades a la memòria, produeix noves dades o informació per a ús extern.
Les arquitectures i els conjunts d'instruments es poden classificar considerant els següents aspectes:
- Emmagatzemament d'operands a la CPU: on s'ubiquen els operands a la part de la memòria.
- Nombre d'operands explícits per instrucció: quants operands s'expressen en forma explícita en una instrucció típica. Normalment són 0, 1, 2 i 3.
- Posició de l'operand: Pot qualsevol operand estar a la memòria?, o deuen estar alguns o tots en els registres interns de la CPU. Com s'especifica l'adreça de memòria (modes d'adreçament disponibles)
- Operacions: Quines operacions estan disponibles en el conjunt d'instruccions.
- Tipus i mida d'operands i com s'especifiquen.

## Emmagatzemament d'operands a la CPU
La diferència bàsica està en l'emmagatzemament intern de la CPU. Les principals alternatives són:
- Pila
- Acumulador
- Conjunt de registres
- Característiques

En una arquitectura d'acumulador un operand està implícitament a l'acumulador sempre llegint i ingressant dades. (Ex: calculadora Standard -estàndard-) 
A l'arquitectura de pila no és necessari anomenar els operands, ja que aquests es troben al capdamunt de la pila. (Ex: calculadora de pila HP) 
L'arquitectura de registres té sols operands explícits (és el que s'anomena en registres o en memòria).

## Avantatges dels diferents tipus d'arquitectures
- Pila : Model senzill per a l'avaluació d'expressions (notació polonesa inversa). Instruccions curtes que poden donar una bona densitat de codi.
- Acumulador: Instruccions curtes. Minimitza estats interns de la màquina (unitat de control senzilla).
- Registre: Model més general per al codi d'instruccions similars. Automatitza generació de codi i la reutilització d'operands. Redueix el tràfic a memòria. Una computadora actualment té com a estàndard 32 registres. L'accés a les dades és més ràpid.

## Desavantatges dels diferents tipus d'Arquitectures
- Pila: A una pila no s'hi pot accedir aleatòriament. Aquesta limitació fa difícil generar codi eficient. També dificulta una implementació eficient, ja que la pila arriba a ser un coll d'ampolla.
- Acumulador: Com l'acumulador és solament emmagatzematge temporal. el tràfic de memòria és el més alt en aquesta aproximació.
- Registre: Tots els operadors han de ser anomenats, conduint a instruccions més llargues.